# 陳俊翰 (籃球運動員)
陳俊翰（1996年3月20日—）為臺灣男子籃球運動員，場上位置為前鋒，現效力於台灣職業籃球大聯盟桃園台啤永豐雲豹。陳俊翰來自開南商工與康寧大學，108學年度大專籃球聯賽公開男一級場均可挹注11.7分、7.8籃板、1.4阻攻，2020年6月與梁浩真成為第一批報名投入超級籃球聯賽新人選秀會的球員，2020年7月在新人選秀會第二輪獲得高雄九太科技青睞，2020年8月以兩年新秀合約與高雄九太科技完成簽約，第19季SBL共出賽17場，場均上場5.6分鐘，曾於2022年4月14日在對陣桃園璞園建築的比賽中繳出生涯代表作16分、16籃板、3阻攻，2022年7月轉戰臺灣銀行。2024年9月27日，陳俊翰加盟台灣職業籃球大聯盟桃園台啤永豐雲豹。

## 外部連結
- 陳俊翰在台灣職業籃球大聯盟
- 陳俊翰在Eurobasket.com（球員）（英语）
- 陳俊翰在Flashscore（英语）